# Цзинхэ
Уезд Цзинхэ (уйг. جىڭ ناھىيىسى; Jing Nahiyisi‎, кит. упр. 精河县, пиньинь Jīnghé xiàn) — уезд в Боро-Тала-Монгольском автономном округе Синьцзян-Уйгурского автономного района КНР. Административный центр — посёлок Цзинхэ. Уезд назван по реке Цзинхэ.

## История
В 1888 году был учреждён Комиссариат по непосредственному управлению и поддержке населения района реки Цзинхэ (精河直隶抚民厅). После Синьхайской революции комиссариат в 1913 году был преобразован в уезд Цзинхэ.

## География
На западе уезд граничит с городским уездом Боро-Тала, с остальных сторон окружён Или-Казахским автономным округом.

## Административное деление
Уезд Цзинхэ делится на 3 посёлка и 2 волости.

## Транспорт
Основные грузовые перевозки приходятся на участок Цзинхэ — Алашанькоу на железной дороге Ланьчжоу — Синьцзян. 